# Баланово (Болгария)
Баланово (болг. Баланово) — село в Болгарии. Находится в Кюстендилской области, входит в общину Дупница. Население составляет 423 человека.

## Политическая ситуация
В местном кметстве Баланово, в состав которого входит Баланово, должность кмета (старосты) исполняет Наталия Вергилова Прыжкова (Национальное движение «Симеон Второй» (НДСВ)) по результатам выборов.
Кмет (мэр) общины Дупница — Атанас Александров Янев (независимый) по результатам выборов.